# Hafizh Syahrin

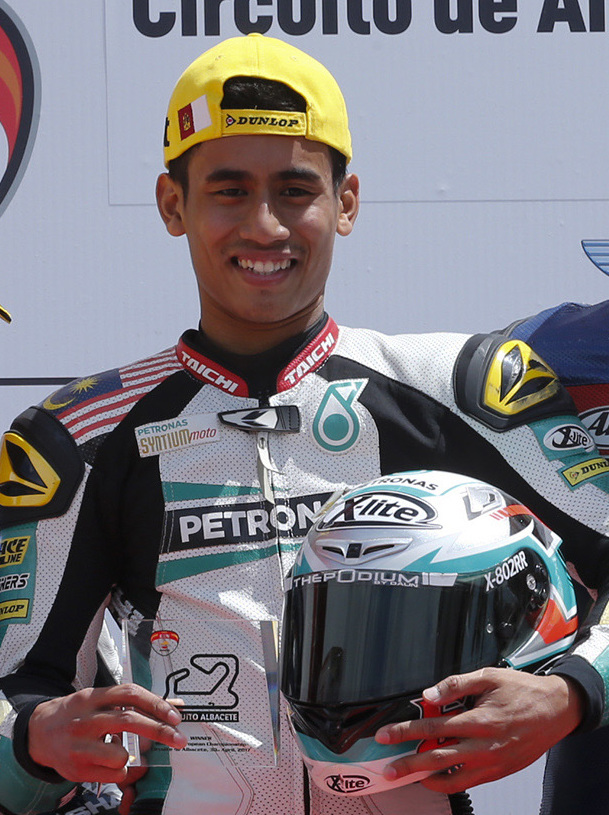
Hafizh Syahrin, 2017

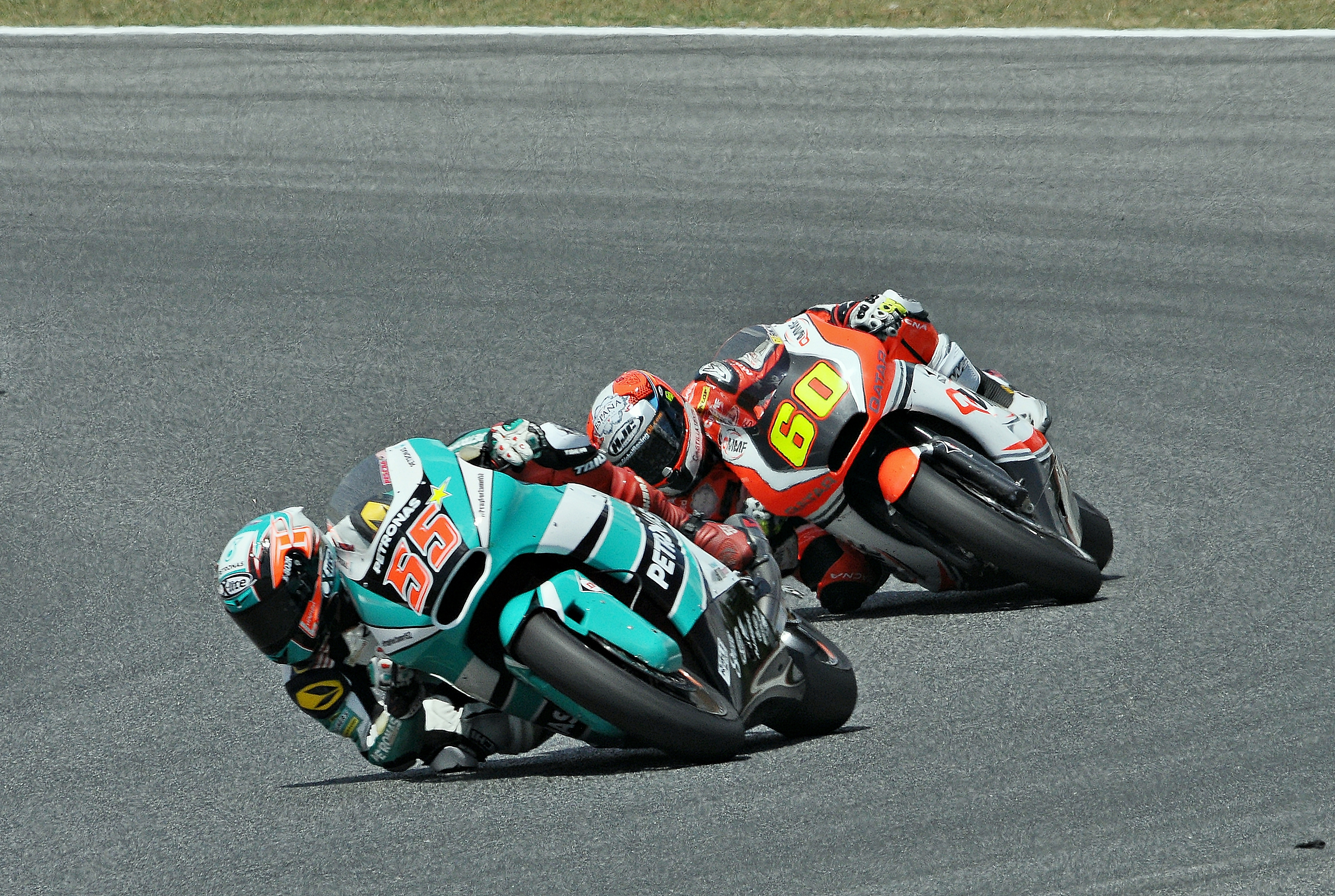
Hafizh Syahrin 2015 auf Kalex vor Julián Simón

Hafizh Syahrin Abdullah (* 5. Mai 1994 in Ampang Jaya) ist ein malaiischer Motorradrennfahrer.

## Karriere
Hafizh Syahrin begann seine Laufbahn im Alter von neun Jahren auf Minimotos. 2010 trat er in der Supersport-Klasse der Asia Road Racing Championship an und wurde Zwölfter der Gesamtwertung. Im Folgejahr schloss er die Serie als Vierter ab und debütierte auf Moriwaki mit einer Wildcard bei seinem Heim-Grand-Prix in der Moto2-Klasse der Motorrad-Weltmeisterschaft.
In der Saison 2012 startete Syahrin auf FTR in der Moto2-Kategorie der spanischen Meisterschaft und wurde dort Gesamt-Sechster. Außerdem trat er wiederum mit einer Wildcard beim malaiischen Motorrad-Grand-Prix in Sepang an und wurde im Regen nach der nachträglichen Disqualifikation des Zweitplatzierten Anthony West hinter Alex De Angelis und Gino Rea Dritter.
2013 bestritt Hafizh Syahrin erneut die spanische Meisterschaft und schloss die Saison mit zwei Laufsiegen hinter Roman Ramos und Álex Mariñelarena als Dritter ab. Daneben trat er bei vier WM-Läufen an und errang dabei einen Punkt.
Zur Saison 2014 wechselte Syahrin permanent in die Moto2-Weltmeisterschaft. Er trat für das Team Petronas Raceline Malaysia auf Kalex an und errang sein bestes Saisonergebnis mit Rang sieben beim Großen Preis von Indianapolis. Die 2015 schloss er im Gesamtergebnis an 16. Stelle ab. 2016 errang er sein bestes Ergebnis in der Weltmeisterschaft mit dem neunten Rang. Die Saison 2017 beendete er auf dem zehnten Rang und erreichte zwei Podien in San Marino und Japan. Zur Saison 2018 wechselte Syahrin in die MotoGP zu Yamaha und wurde 16. in der Gesamtwertung. Er fuhr insgesamt viermal in die Top 10.

## Statistik

### In der Superbike-Weltmeisterschaft
(Stand: Saisonende 2023)
| Saison | Team                  | Motorrad          | Rennen | Siege | Zweiter | Dritter | Poles | Schn. Runden | Punkte | Ergebnis |
| ------ | --------------------- | ----------------- | ------ | ----- | ------- | ------- | ----- | ------------ | ------ | -------- |
| 2022   | MIE Racing Honda Team | Honda CBR1000RR-R | 30     | –     | –       | –       | –     | –            | 10     | 23.      |
| 2023   | MIE Racing Honda Team | Honda CBR1000RR-R | 30     | –     | –       | –       | –     | –            | 11     | 21.      |
| Gesamt | Gesamt                | Gesamt            | 60     | 0     | 0       | 0       | 0     | 0            | 21     |          |

### In der Motorrad-Weltmeisterschaft
| Saison | Klasse | Motorrad | Rennen | Siege | Podien | Poles | Schn. Runden | Punkte | Ergebnis |
| ------ | ------ | -------- | ------ | ----- | ------ | ----- | ------------ | ------ | -------- |
| 2011   | Moto2  | Moriwaki | 1      | –     | –      | –     | –            | 0      | –        |
| 2012   | Moto2  | FTR      | 1      | –     | 1      | –     | 1            | 16     | 23.      |
| 2013   | Moto2  | Kalex    | 4      | –     | –      | –     | –            | 1      | 29.      |
| 2014   | Moto2  | Kalex    | 18     | –     | –      | –     | –            | 42     | 19.      |
| 2015   | Moto2  | Kalex    | 18     | –     | –      | –     | –            | 64     | 16.      |
| 2016   | Moto2  | Kalex    | 18     | –     | –      | –     | –            | 118    | 9.       |
| 2017   | Moto2  | Kalex    | 18     | –     | 2      | –     | –            | 106    | 10.      |
| 2018   | MotoGP | Yamaha   | 18     | –     | –      | –     | –            | 46     | 16.      |
| 2019   | MotoGP | KTM      | 19     | –     | –      | –     | –            | 9      | 23.      |
| 2020   | Moto2  | Speed Up | 14     | –     | –      | –     | –            | 21     | 21.      |
| 2021   | Moto2  | NTS      | 17     | –     | –      | –     | –            | 9      | 28.      |
| Gesamt | Gesamt | Gesamt   | 146    | 0     | 3      | 0     | 1            | 432    |          |

### In der FIM-CEV-Moto2-Europameisterschaft
| Saison | Team                       | Motorrad | Rennen | Siege | Zweiter | Dritter | Poles | Schn. Runden | Punkte | Ergebnis |
| ------ | -------------------------- | -------- | ------ | ----- | ------- | ------- | ----- | ------------ | ------ | -------- |
| 2012   | Petronas Raceline Malaysia | FTR      | 7      | –     | –       | –       | –     | –            | 55     | 6.       |
| 2013   | Petronas Raceline Malaysia | Kalex    | 9      | 2     | 3       | 2       | 2     | 2            | 155    | 3.       |
| 2017   | Petronas Raceline Malaysia | Kalex    | 1      | 1     | –       | –       | 1     | 1            | 25     | 15.      |
| Gesamt | Gesamt                     | Gesamt   | 17     | 3     | 3       | 2       | 3     | 3            | 235    |          |